# Fußball in Berlin

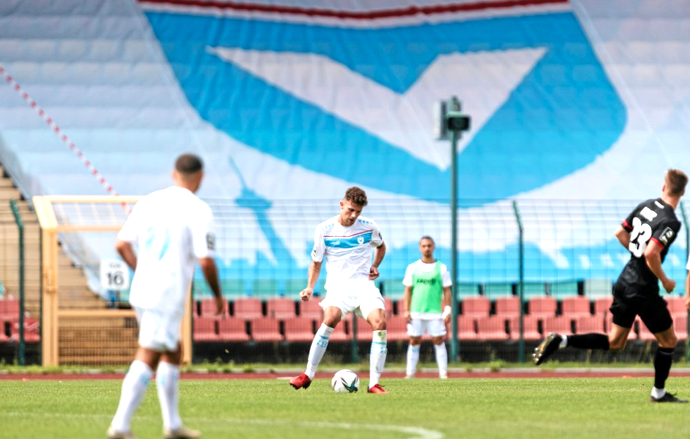
Fußballspiel in Berlin, 2021

Der Männer-Fußball in Berlin und den umliegenden, erst später eingemeindeten Orten kam historisch früh im deutschen Sprachraum durch Vereinsgründungen voran. 1885 bildete sich mit dem BFC Frankfurt 1885 der erste Berliner Fußballclub. Es folgte der BFC Germania 1888, heute der älteste noch existierende Fußballverein Deutschlands. Danach gründeten sich Viktoria (1889), Alemannia und Vorwärts (beide 1890) sowie Britannia, Hertha und Union (alle 1892).
Union 92 Berlin gewann als erste Berliner Mannschaft 1905 die deutsche Fußballmeisterschaft im DFB. Der BTuFC Viktoria 1889 kam nach zwei erfolgreichen Jahrzehnten 1908 und 1911 zu Meisterehren. 1930 und 1931 folgten durch Hertha BSC weitere Meistertitel. Danach verlor der Berliner Fußball den Anschluss. Nur die in der DDR geförderten Ost-Berliner Vereine Dynamo und Vorwärts, die zusammen insgesamt 16 Meistertitel in der Oberliga verbuchen konnten, waren erfolgreich.
In der DDR-Oberliga war Berlin zwischen 1949 und 1991 die einzige Stadt, die zeitweise mit drei Vereinen gleichzeitig in der höchsten Spielklasse vertreten war. Außerdem ist Berlin die einzige deutsche Stadt, die bereits mit insgesamt fünf Vereinen in der Bundesliga vertreten war. 
Der Berliner Fußball-Verband (BFV) ist die Dachorganisation aller Fußballvereine in Berlin. Der BFV ist der größte Sportverband der Stadt und vertritt rund 380 Vereine mit über 205.000 Mitgliedern im Jahr 2023. Er ist einer der 21 Landesverbände des Deutschen Fußball-Bunds (DFB). Die gegenwärtig mitgliederstärksten Fußballclubs in der Metropole sind der 1. FC Union Berlin und Hertha BSC.
Berlin war Austragungsort der Fußball-Weltmeisterschaft 1974 und Endspielort der Fußball-Weltmeisterschaft 2006 sowie der Fußball-Europameisterschaft 2024. Das Finale des DFB-Pokals findet seit 1985 alljährlich im Berliner Olympiastadion statt.

## Geschichte

### Gründerzeit und die ersten Jahrzehnte (1880–1945)

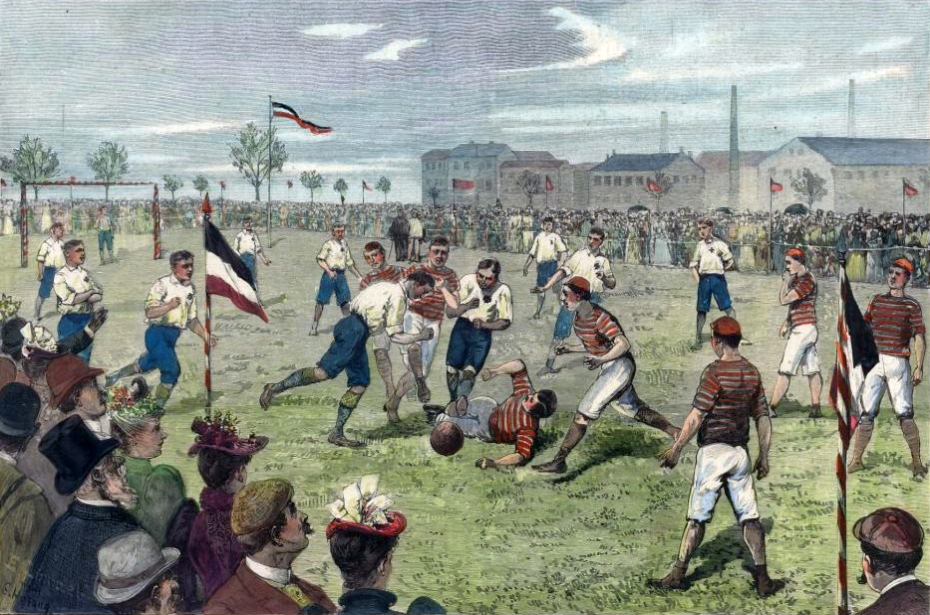
Fußballspiel auf dem Exerzierplatz zur Einsamen Pappel, 1892 (Illustration)

1885 bildete sich in Tempelhof mit dem BFC Frankfurt 1885 der erste Fußballclub, der zunächst noch nach Rugby-Regeln spielte, aber bald zum Association Football wechselte. Drei Jahre später folgte der BFC Germania 1888, der 1891 die Meisterschaft im damals einzigen deutschen Fußballverband Bund Deutscher Fußballspieler (BDF) erringen konnte. Der Clubs im BDF kamen ausschließlich aus Berlin und der näheren Umgebung.
Der Berliner Thorball- und Fußball-Club Viktoria von 1889 (BTuFC Viktoria 89) gewann zwischen 1893 und 1897 fünfmal in Folge die vom DFuCB organisierte Fußballmeisterschaft. Nach seinem Wechsel in die vom VBB organisierte Berliner Fußballmeisterschaft wurde die Viktoria mit fünf Titeln auch Rekordmeister dieser bis 1911 bestehenden Liga. In den ersten drei Spielzeiten nach dem Übertritt (1898) in die VBB-Liga wurde die Viktoria dreimal in Folge jeweils Vizemeister hinter dem BFC Preussen.

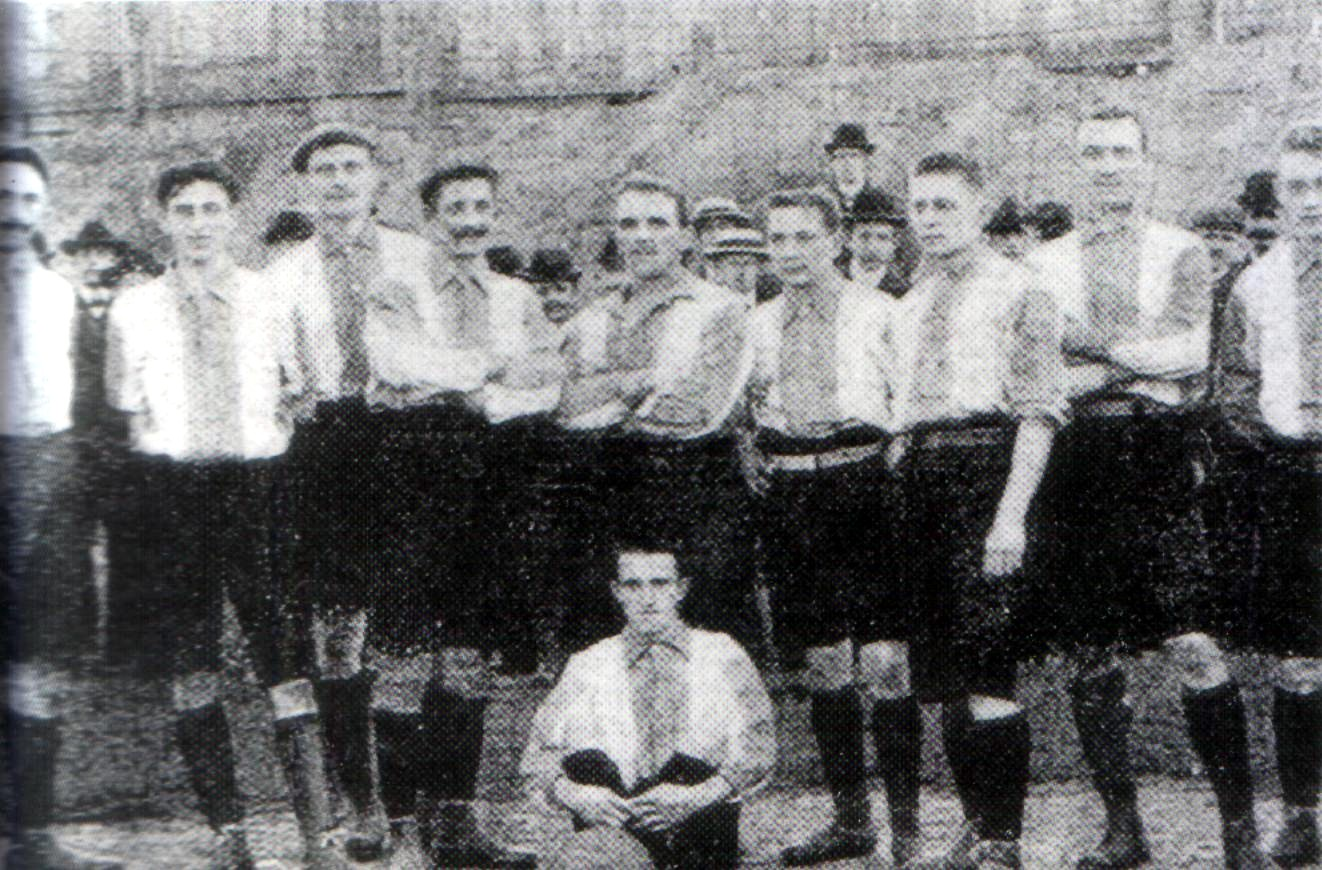
Die Mannschaft von Union 92 Berlin war 1905 Berlins erster offizieller Deutscher Meister

Für die Endrunde der ab der Saison 1902/03 unter der Schirmherrschaft des DFB ausgetragenen gesamtdeutschen Fußballmeisterschaft war der Berliner Meister automatisch qualifiziert. Erster Teilnehmer war der Berliner TuFC Britannia 92, der 1903 bereits in der ersten Runde gegen den späteren Meister VfB Leipzig (1:3) verlor. 1904 konnte die Britannia sich für das Finale qualifizieren, in dem sie erneut auf den Titelverteidiger VfB Leipzig getroffen wäre. Aufgrund eines Protestes des in der ersten Runde gegen Britannia unterlegenen Karlsruher FV sagte der DFB das Finale ab, so dass in diesem Jahr kein deutscher Meister ermittelt wurde.
Im folgenden Jahr holte der Berliner Thor- und Fußball-Club Union 1892, der 1927 zusammen mit dem Berliner Fußball-Club Vorwärts 1890 zu Blau-Weiß 90 Berlin fusionierte und im selben Jahr seine einzige Berliner Fußballmeisterschaft gewann, erstmals die gesamtdeutsche Meisterschaft nach Berlin.

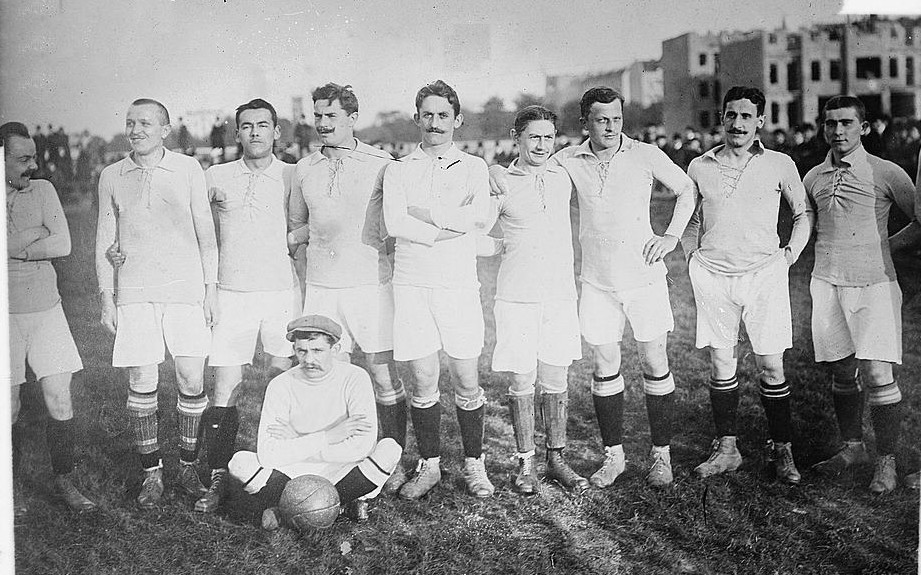
Die Spieler des BFC Viktoria (1910–1913)

In der Saison 1905/06 gewann der heute bedeutendste Berliner Fußballverein Hertha BSC (damals noch als BFC Hertha 92) seinen ersten Berliner Meistertitel, dessen nächster Titel erst 1915 folgen sollte, als der Erste Weltkrieg bereits im Gange war. In den Endrundenspielen um die deutsche Meisterschaft des Jahres 1906 scheiterte Hertha im Halbfinale am VfB Leipzig, der im weiteren Turnierverlauf seinen zweiten Meistertitel auf nationaler Ebene feiern konnte. Ebenfalls im Halbfinale scheiterte Union 92, der als Titelverteidiger ebenfalls an den Endrundenspielen teilnehmen durfte.
In den Jahren 1907, 1908 und 1909 gewann der bereits genannte BTuFC Viktoria 89 die Berliner Stadtmeisterschaft dreimal in Folge und stieß in den anschließenden Endrundenspielen um die deutsche Fußballmeisterschaft jeweils bis ins Finale vor, das allerdings nur 1908 erfolgreich bestritten wurde.
Nachdem 1910 der BFC Preussen die Stadtmeisterschaft gewann, aber in den Endrundenspielen um die deutsche Fußballmeisterschaft gegen den späteren Meister Karlsruher FV scheiterte, gelang Viktoria nach dem erneuten Gewinn der Berliner Meisterschaft 1911 der zweite deutsche Meistertitel.
Die nächsten Endspielteilnahmen gelangen Berliner Vereinen dann erst wieder 1921 und 1923, als Vorwärts 90 Berlin bzw. Union Oberschöneweide gegen den 1. FC Nürnberg bzw. den Hamburger SV unterlagen.
Einen besonderen Rekord stellte Hertha BSC zwischen 1926 und 1931 auf, als sechsmal in Serie das Endspiel um die Deutsche Fußballmeisterschaft erreicht wurde. Allerdings verlor die Hertha die ersten vier Finalbegegnungen und krönte ihre Leistung nur 1930 und 1931 mit dem Meistertitel. Zugleich markierten diese Erfolge das Ende des erfolgreichen Berliner Fußballs.
Von nun an konnte kein Berliner Verein mehr bis zum Zweiten Weltkrieg, im geteilten Westdeutschland (West-Berlin) oder anschließend im später wiedervereinten Deutschland einen Meistertitel gewinnen. Lediglich im Osten der Stadt kamen die staatlich geförderten Mannschaften von Vorwärts (Armee) und Dynamo (Ministerium für Staatssicherheit) zu sechs bzw. zehn Meistertiteln in der DDR-Oberliga.

### Ost-Berliner Vereine in der DDR (1945–1990)

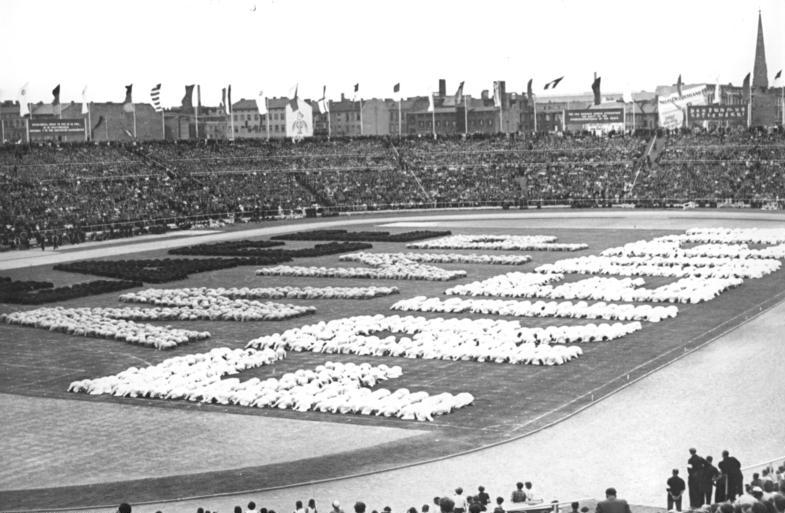
Eröffnungsfeier des Walter-Ulbricht-Stadions 1951.

Als die DDR-Oberliga in der Saison 1949/50 erstmals ausgetragen wurde, war kein Berliner Verein in der höchsten Spielklasse vertreten, weil zu diesem Zeitpunkt noch alle Berliner Vereine (aus Ost und West) separat in der Berliner Stadtliga spielten. Erst mit Einführung des Vertragsspielerstatus nach westdeutschem Muster (also die Bezahlung der Spieler und damit eine erste, noch abgeschwächte Form des Profifußballs) in der Stadtliga zogen die DDR-Behörden die Ost-Berliner Mannschaften aus dieser Liga zurück und integrierten sie in ihr Ligasystem. Die neu zusammengestellte Mannschaft der SG Union Oberschöneweide (nahezu die komplette Mannschaft war in den Westen geflüchtet und hatte dort den SC Union 06 Berlin gegründet; Details sind im nächsten Kapitel nachzulesen) wurde zur Saison 1950/51 in die höchste Spielklasse aufgenommen. Zwei Spielzeiten später kam die aus Leipzig transferierte Mannschaft ASG Vorwärts der Kasernierten Volkspolizei hinzu. Doch am Ende derselben Spielzeit stiegen sowohl Vorwärts als auch der mittlerweile als BSG Motor Oberschöneweide firmierende Stadtrivale in die zweite Liga ab, so dass in der Saison 1953/54 erneut kein Berliner Verein in der höchsten Spielklasse vertreten war. Während Vorwärts umgehend sportlich wieder aufstieg, musste die Mannschaft aus Oberschöneweide bis 1966 (als die Mannschaft als 1. FC Union Berlin neu gegründet wurde) auf ihre Rückkehr in die höchste Spielklasse warten. Stattdessen kam während der Saison 1954/55 als zweiter Berliner Verein die aus Dresden delegierte Dynamo-Mannschaft hinzu, die in ihrer neuen Heimat unter dem neuen Namen SC Dynamo Berlin auftrat. Dynamo stieg 1956 ab, aber umgehend wieder auf. 1958 wurde Vorwärts erstmals DDR-Meister und zwei Jahre später belegten zum einzigen Mal in der Geschichte der DDR-Oberliga zwei Berliner Vereine die ersten beiden Plätze in der Abschlusstabelle, als Vorwärts seinen zweiten Titel gewann und Dynamo Zweiter wurde.

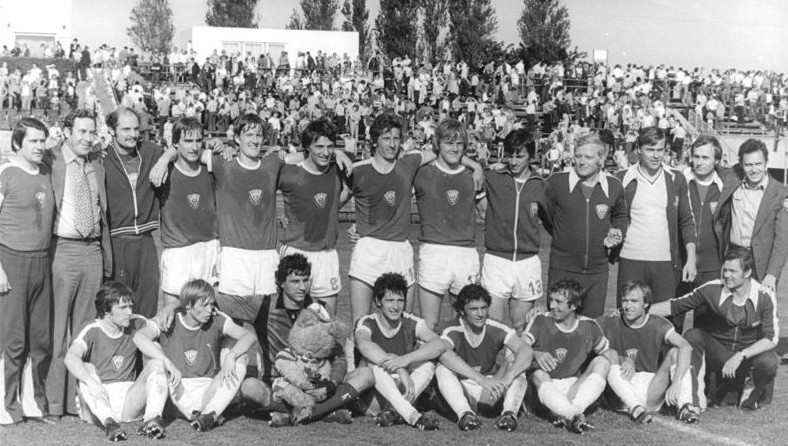
Die Mannschaft des BFC Dynamo, die 1979 den ersten von insgesamt zehn Meistertiteln gewann.

Nachdem Vorwärts in den nächsten Jahren (1962, 1965 und 1966) weitere drei Meistertitel gewinnen konnte, waren durch den Aufstieg des 1. FC Union (vorher Oberschöneweide) 1966 in der Saison 1966/67 erstmals überhaupt drei Hauptstadtvereine in der höchsten Spielklasse vertreten. Mit dem sechsten Rang gelang Union in jener Spielzeit sogar die beste Platzierung aller Berliner Vereine, während Titelverteidiger Vorwärts den achten Platz belegte und Dynamo auf dem 13. Platz landete und somit abstieg. Nachdem Dynamo der unmittelbare Wiederaufstieg gelungen war, waren in der Saison 1968/69 erneut drei Berliner Vereine in der höchsten Spielklasse vertreten, an deren Ende Vorwärts seinen sechsten (und letzten) Meistertitel feierte und Union wieder in die Zweitklassigkeit abstieg. Nachdem auch Union der unmittelbare Wiederaufstieg gelungen war, spielten in der Saison 1970/71 zum dritten und letzten Mal drei Hauptstadtvereine in der DDR-Oberliga. Diese Epoche endete, als Vorwärts zur Saison 1971/72 nach Frankfurt (Oder) delegiert wurde. Während Union eine Fahrstuhlmannschaft blieb, die mehrfach ab- und aufstieg, entwickelte sich der „Stasi“-Klub Dynamo zum Serienmeister.

### West-Berliner Vereine in der BRD (1945–1990)
In den ersten Nachkriegsjahren waren Sportvereine in allen vier Sektoren Berlins nicht zugelassen. Eingeführt wurde der Kommunalsport und anfangs spielten im Fußball die besten Berliner Sportgruppen noch gemeinsam in der Berliner Stadtliga, die in ihren ersten beiden Austragungen von West-Berliner Mannschaften (1946 der SG Wilmersdorf und 1947 der SG Charlottenburg) sowie 1948 von der im Osten der Stadt angesiedelten SG Oberschöneweide gewonnen wurde.
Durch die Wiederaufnahme der Spiele um die deutsche Fußballmeisterschaft in der Saison 1947/48 durfte mit der SG Oberschöneweide sogar ein ostdeutscher Verein teilnehmen, scheiterte jedoch bereits im Viertelfinale deutlich mit 0:7 am FC St. Pauli. Mit der (einmaligen) Aufstockung der Anzahl der Endrundenteilnehmer auf 16 in der Saison 1949/50 war sogar der Berliner Vizemeister teilnahmeberechtigt. Erneut war dies die SG Oberschöneweide, nun wieder als „Union“, da die Wiederzulassung der Sportvereine inzwischen erfolgt war. Diesmal wurde dem Ost-Berliner Verein jedoch eine Teilnahme durch die Behörden der DDR untersagt. Der ausschlaggebende Punkt für diese negative Entscheidung seitens der DDR-Behörden dürfte die Einführung des Vertragsspielerstatus nach westdeutschem Muster (also die Bezahlung der Spieler und damit eine erste, noch abgeschwächte Form des Profifußballs) für die Stadtliga gewesen sein. In diesem Zusammenhang wurden die Ost-Berliner Fußballteams aus dem bis dahin gemeinsamen Spielbetrieb der Stadtliga und der unteren Klassen abgezogen und – soweit erstklassig – zu Beginn der Saison 1950/51 in die ein Jahr zuvor gegründete DDR-Oberliga integriert. Die Mehrheit der Unioner siedelte im März 1950 in den Westteil der Stadt über und rief dort den SC Union 06 Berlin ins Leben. Unter der neuen Bezeichnung reiste die nun in West-Berlin beheimatete Mannschaft der ehemaligen SGO nach Kiel, wo sie dem Hamburger SV ebenfalls mit 0:7 unterlag. In der Saison 1952/53 gelang dem SC Union 06 der Gewinn der Stadtliga, die in den drei vorangegangenen Spielzeiten jeweils von Tennis Borussia gewonnen wurde, die auch noch einmal 1958 erfolgreich waren und mit insgesamt fünf Titeln (einschließlich der Saison 1946/47, als TeBe zunächst als SG Charlottenburg antreten musste) der Rekordmeister dieser zwischen 1945/46 und 1962/63 bestehenden Liga sind. Ansonsten wurden die letzten sieben Spielzeiten dieser Liga (vor Einführung der Bundesliga) von den dort erstmals in jenen Jahren erfolgreichen Vereinen Hertha BSC und Tasmania Berlin beherrscht, die sich je dreimal in die Siegerliste eintragen konnten.
Durch ihren Sieg in der letzten Saison 1962/63 qualifizierte sich die Hertha für die Eröffnungssaison 1963/64 der neu geschaffenen Bundesliga. Mit nur einem Punkt Vorsprung vor dem Absteiger Preußen Münster gelang den Herthanern der Klassenerhalt. Auch in der folgenden Saison 1964/65 hätte Hertha den Klassenerhalt (mit einem Punkt Vorsprung auf den eigentlichen Absteiger Karlsruher SC) geschafft, erhielt jedoch keine neue Lizenz und wurde zur Saison 1965/66 in die Regionalliga Berlin strafversetzt. Stattdessen durften die beiden letztplatzierten Mannschaften (Karlsruher SC und Schalke 04) ihren Platz in der Bundesliga behalten und durch die Aufnahme eines Berliner „Ersatzvereins“ (Tasmania 1900) wurde die Bundesliga zur Saison 1965/66 auf 18 Teilnehmer erweitert. Allerdings war der zunächst unvorhergesehene und anscheinend auch nicht ausreichend vorbereitete SC Tasmania in der höchsten Spielklasse maßlos überfordert und stellte eine Reihe von Negativrekorden auf, die bis heute Gültigkeit behielten. Mit gerade einmal zwei Siegen (beide daheim gegen den Mitabsteiger Borussia Neunkirchen und den nur knapp dem Abstieg entronnenen Karlsruher SC) und vier Remis sowie einem Torverhältnis von 15:108 landete Tasmania mit 14 Punkten Rückstand auf den Tabellenvorletzten auf dem letzten Rang und stieg unmittelbar wieder ab. Dabei hatte es eigentlich noch verheißungsvoll begonnen. Denn am ersten Spieltag besiegte Tasmania den KSC mit 2:0 und stand (gemeinsam mit Eintracht Frankfurt) auf dem zweiten Tabellenplatz.
In den beiden folgenden Spielzeiten war kein Berliner Verein in der Bundesliga vertreten, ehe Hertha BSC die Rückkehr zur Saison 1968/69 gelang. Eine aus Berliner Sicht besondere Spielzeit war die Saison 1974/75, als erstmals zwei Vereine der Stadt gleichzeitig in der Bundesliga vertreten waren. Noch dazu belegte Hertha BSC in jener Saison mit dem zweiten Rang ihre bisher beste Platzierung in der Bundesliga. Nachbar Tennis Borussia hingegen belegte am Ende den 17. Platz und stieg umgehend wieder ab. Zwar gelang TeBe zur Saison 1976/77 noch einmal die Rückkehr ins Fußball-Oberhaus, doch auch in dieser Spielzeit folgte der unmittelbare Abstieg.
Nachdem am Ende der Saison 1979/80 auch Hertha BSC wieder in die zweite Liga abgestiegen war, fand die Bundesliga in den 1980er Jahren weitgehend ohne Berliner Beteiligung statt. Lediglich für die Saison 1982/83 gelang Hertha in dieser Dekade die auf eine Spielzeit begrenzte Rückkehr ins Fußball-Oberhaus und in der Saison 1986/87 kam mit Blau-Weiß 90 der insgesamt vierte Berliner Verein in die Bundesliga (die anderen Städte mit mehr als nur einem Bundesligisten – München, Hamburg, Stuttgart, Köln und Bochum – haben jeweils nur zwei Vereine vorzuweisen). Doch auch seine Teilnahme war auf nur eine Spielzeit begrenzt. Außer Hertha BSC gelang es keinem Berliner Verein, länger als eine Saison am Stück erstklassig zu sein und von diesen drei kam nur Tennis Borussia zu einer zweiten Bundesliga-Saison.
Doch nach dem nächsten Aufstieg 1990 konnte auch Hertha BSC die Klasse nicht halten und stieg am Ende der Saison 1990/91 wieder ab. Somit war ausgerechnet in der ersten Bundesliga-Saison 1991/92 nach der deutschen Wiedervereinigung kein Berliner Verein in der höchsten Spielklasse vertreten, in der nun erstmals Vereine aus der früheren DDR teilnehmen durften. In der Saison 1991/92 waren dies Dynamo Dresden und Hansa Rostock.

### Vereine im wiedervereinten Berlin (1990–heute)

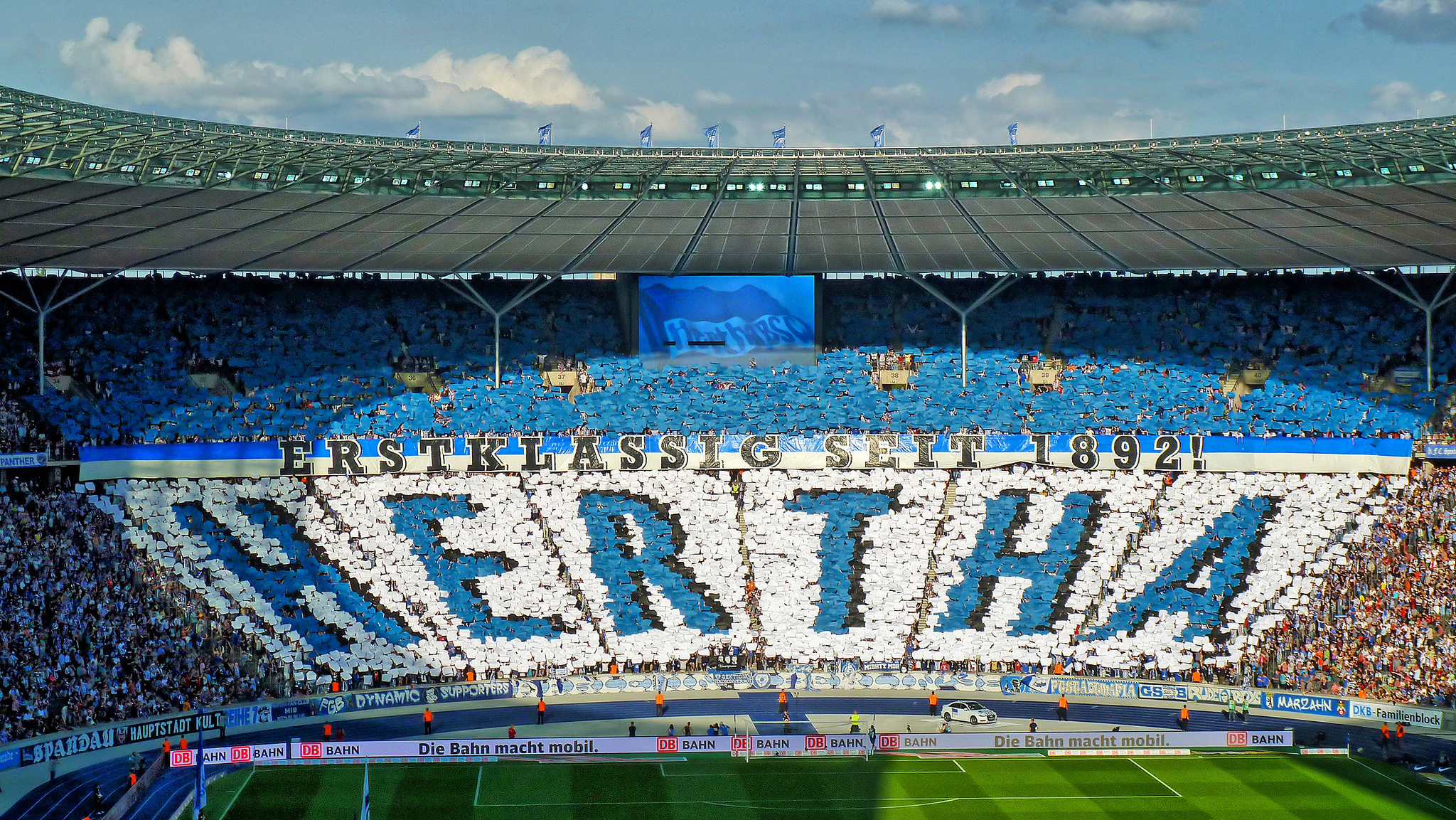
Choreographie von Hertha BSC Fans.

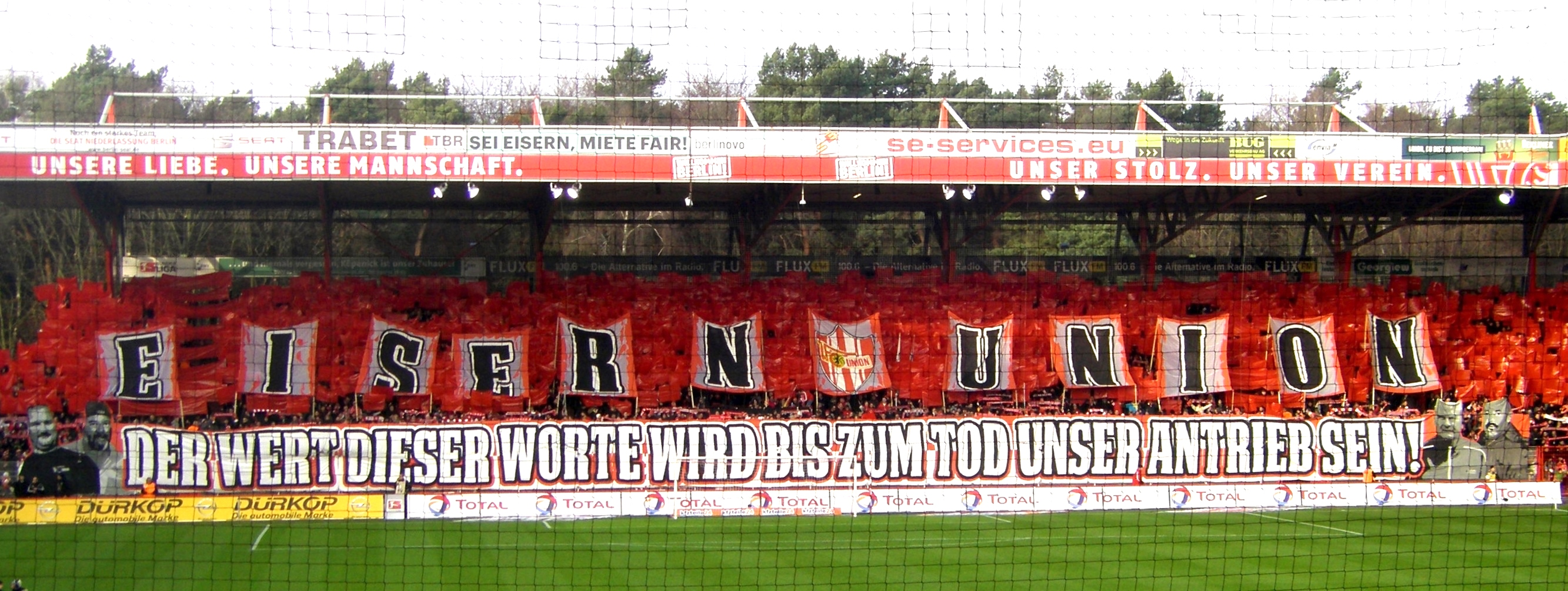
Fanchoreographie des 1. FC Union Berlin

Nicht nur in der ersten Bundesliga-Saison 1991/92 nach der auch sportlich vollzogenen Wiedervereinigung war kein Berliner Verein in der höchsten Spielklasse vertreten. Die Abwesenheit Berliner Vereine hielt sich über weite Strecken der 1990er Jahre und änderte sich erst 1997, als Hertha BSC die Rückkehr in die Bundesliga gelang. In der Zwischenzeit hatte lediglich die aus einer „Bande von Mechanikern, Studenten und Schuljungen“ bestehende Amateurmannschaft der Hertha für Furore gesorgt, die in der Saison 1992/93 als erstes Amateurteam der deutschen Pokalgeschichte in das Endspiel einzog und dem Finalgegner Bayer 04 Leverkusen durch ein spätes Tor von Ulf Kirsten mit 0:1 unterlag. Nach einem elften Platz in der ersten Saison 1997/98 nach dem Wiederaufstieg landete die Hertha in den nächsten fünf Spielzeiten immer unter den sechs bestplatzierten Mannschaften und konnte sich mehrfach für einen europäischen Wettbewerb qualifizieren.
Nach der Saison 2003/04 erreichte die Hertha in den nächsten fünf Spielzeiten erneut dreimal einen Platz unter den ersten sechs Mannschaften sowie zweimal den zehnten Rang. Doch in der Saison 2009/10 folgte einmal mehr der Abstieg. Der unmittelbaren Rückkehr folgte bereits 2011/12 der erneute Abstieg in die Zweitklassigkeit. Nach einer überzeugenden Runde in der Zweitliga-Saison 2012/13 mit nur zwei Niederlagen (1:3 beim FSV Frankfurt und 0:1 bei Dynamo Dresden) sowie in der Abschlusstabelle einem Neun-Punkte-Vorsprung auf den Zweitplatzierten Eintracht Braunschweig gelang Hertha BSC die Meisterschaft und die damit verbundene Rückkehr in die höchste Spielklasse, der man seither wieder ununterbrochen angehört. In derzeit konnte sich der Verein auch wieder zweimal für den europäischen Wettbewerb qualifizieren.
Bis 2019 gelang keinem anderen Berliner Verein seit der Wiedervereinigung der Sprung in die Fußball-Bundesliga. Nur der 1. FC Union Berlin konnte sich nach erheblichen Anlaufschwierigkeiten im neuen Jahrtausend als „zweite Kraft“ im Berliner Fußball etablieren. Nachdem den „Eisernen“ in den 1990er Jahren mehrfach – sowohl aus sportlichen als auch aus lizenzrechtlichen Gründen – der Aufstieg in die 2. Fußball-Bundesliga verwehrt blieb, gelang ihnen in der Saison 2000/01 nicht nur der erstmalige Aufstieg in die zweithöchste Spielklasse des wiedervereinten Deutschlands, sondern auch die Qualifikation für das DFB-Pokalfinale, das gegen den FC Schalke 04 durch einen Doppelschlag von Jörg Böhme 0:2 verloren wurde. Union stieg aber bereits drei Jahre später wieder in die drittklassige Regionalliga Nord ab, in der die „Eisernen“ in der folgenden Saison 2004/05 in die Fußball-Oberliga Nordost durchgereicht wurden. In der dortigen Staffel Nord gelang ihnen aber in der Saison 2005/06 auf Anhieb die Meisterschaft und somit die unmittelbare Rückkehr in die Regionalliga. In der ersten Saison 2006/07 gelang der Klassenerhalt nur aufgrund der besseren Tordifferenz. Durch den vierten Platz in der folgenden Saison 2007/08 qualifizierte der FCU sich für die ab der kommenden Saison 2008/09 neu eingeführte 3. Liga, die in der Eröffnungssaison mit dem Titelgewinn abgeschlossen wurde. Dadurch gelang die Rückkehr in die zweite Liga, der die „Eisernen“ bis zu ihrem Aufstieg 2019 ununterbrochen angehörten.
Weitere Berliner Vereine spielten im DFL-Fussball zwischen 1990 und 2020 keine Rolle. Erst in der viertklassigen Fußball-Regionalliga Nordost sind mit BFC Dynamo, FC Viktoria 1889 Berlin, Berliner AK 07, SV Lichtenberg 47 und Hertha BSC II fünf Berliner Mannschaften vertreten (Stand: Saison 2019/20)

#### Hertha BSC und 1. FC Union Berlin
Während der deutschen Teilung gab es – über die Mauer hinweg – Kontakte zwischen den Fans von Hertha BSC und dem 1. FC Union Berlin, die unter anderem verschiedene gemeinsame Fanartikel herausbrachten, mit denen ihre Verbundenheit zum Ausdruck gebracht wurde. Ein Beispiel war ein Aufnäher mit der Aufschrift „Hertha und Union – eine Nation“. Er war zugleich ein Bekenntnis beider Seiten gegen die deutsche Teilung.
Damals reisten Hertha-Fans nach Ost-Berlin, um Heimspiele von Union zu besuchen und Union-Fans begleiteten die Hertha zu ihren Europapokal-Auftritten im Ostblock. Doch im wiedervereinten Deutschland ist diese ehemalige Verbundenheit zerbröckelt. Im wiedervereinten Berlin steht der 1. FC Union Berlin im Wettbewerb um Publikums- und Medienzuspruch in einem immerwährenden Konkurrenzkampf mit dem Stadtrivalen.
In der Bundesliga-Saison 2019/20 trafen beide Vereine erstmals in der höchsten deutschen Spielklasse aufeinander.

## Berliner Fußball-Verband
Der Berliner Fußball-Verband (BFV) ist die Dachorganisation aller Fußball-Vereine in Berlin. Der BFV ist mit rund 200.000 eingetragenen Mitgliedern (Stand: 2023) der größte Sportfachverband im  Land Berlin. Er wurde 1897 unter dem Namen Verband Deutscher Ballspielvereine (VDB) als erster Vorgänger des heutigen Berliner Fußball-Verbands gegründet. Im Jahr 1920 gab es in Berlin 222 Vereine mit 35.656 eingetragenen Mitgliedern. Im Jahr 2022 zählte der BFV 371 Vereine.
Die mitgliederreichsten Fußball-Vereine im Land Berlin sind zum Stichtag 1. Januar 2023 der 1. FC Union Berlin (49.152 Mitglieder) und Hertha BSC (45.282 Mitglieder).

### Gründerstandorte bekannter Fußballvereine
| Alemannia |

| Berliner BC 03 |

| Union 92/Blau-Weiß 90 |

| Britannia/BSV 1892 |

| Viktoria 1889 |

| BFC Dynamo |

| Hertha BSC |

| Kickers |

| Minerva 93 |

| BFC Preussen |

| Tasmania |

| Tennis Borussia |

| 1. FC Union Berlin |

| ASK Vorwärts |

| Vorwärts 90 |

| Germania 1888 |

| Lichtenberg 47 |

| Berliner AK |

### Erfolgreichste Fußballvereine
| Vereinsname          | Gründungsort                 | Gründungsjahr | Größte sportliche Erfolge | Besonderheiten |
| -------------------- | ---------------------------- | ------------- | --- | --- |
| Alemannia            | Reinickendorf                | 1890          | Märkischer Meister (1905 und 1907) Berliner Meister (1924) Finalist um die Deutsche Amateurmeisterschaft (1957) | seit 1975 nur noch unterklassig aktiv |
| Berliner AK 07       | Mitte                        | 1907          | Aufstieg in die Regionalliga Nordost 2011, 4:0-Sieg in der 1. Hauptrunde des DFB-Pokals gegen die TSG 1899 Hoffenheim 2012 | |
| Berliner BC 03       | Tempelhofer Feld             | 1903          | Berliner Meister (1914) | 1921 fusioniert zum BBC Brandenburg 1892 |
| Blau-Weiß 90         | Mariendorf                   | 1927          | Gaumeister Berlin-Brandenburg (1939, 1942) Bundesligist (1986/87) | Blau-Weiß entstand 1927 durch Fusion von Vorwärts 90 und Union 92. Der Verein ging 1992 in Konkurs und wurde neu gegründet. |
| Britannia / BSV 1892 | Schmargendorf                | 1892          | Berliner Meister (1898, 1903, 1904, 1946, 1949 und 1954) Gaumeister Berlin-Brandenburg (1936, 1938, 1943) Finalist um die Deutsche Meisterschaft (1904) | 1892 gegründet als BTuFC Britannia, 1914 umbenannt in Berliner SV 1892 |
| BFC Dynamo           | Alt-Hohenschönhausen         | 1954          | DDR-Meister (zehnmal in Folge von 1979 bis 1988) FDGB-Pokalsieger (1959, 1988, 1989) DFV-Supercupsieger (1989) | BFC Dynamo wurde 1954 als SC Dynamo Berlin gegründet. |
| Germania             | Tempelhof                    | 1888          | Berliner Meister (1891) | Spieler und Funktionäre von Germania waren an der Gründung des DFB sowie des BFV sowie an den ersten Länderspielen beteiligt. |
| Hertha BSC           | Gesundbrunnen                | 1892          | Berliner Meister (1915, 1917, 1918, 1925, 1926, 1927, 1928, 1929, 1930, 1931, 1933, 1957, 1963) Gaumeister Berlin-Brandenburg (1935, 1937, 1944) Deutscher Meister (1930 und 1931) Bundesligist (40×), (Vizemeister 1974/75) DFB-Pokal-Finalist (1977, 1979, Amateure 1993) UEFA-Pokal (Halbfinale 1978/79) Vizerekordgewinner des Berliner Landespokal (14 x) | Seit den 1920er Jahren stellt Hertha BSC über weite Strecken die erfolgreichste (West-)Berliner Fußballmannschaft. |
| Kickers              | Schöneberg                   | 1900          | Endrundenteilnehmer um die deutsche Meisterschaft (1927) | seit 1975 nur noch unterklassig aktiv |
| Minerva              | Moabit                       | 1893          | Endrundenteilnehmer um die deutsche Meisterschaft (1932) | Obwohl seit dem 2. Weltkrieg nur noch unterklassig aktiv, brachte die Nachwuchsabteilung des Vereins einige Talente hervor, wie zum Beispiel Bernd Patzke (24-facher Nationalspieler und 1966 deutscher Meister mit 1860 München). |
| Preussen             | Lankwitz                     | 1894          | Berliner Meister (1899, 1900, 1901, 1910 und 1912) Endrundenteilnehmer um die deutsche Meisterschaft (1910 und 1912) | |
| Tasmania             | Neukölln                     | 1900          | Märkischer Meister (1909, 1910 und 1911) West-Berliner Meister: 1959, 1960 und 1962 Endrundenteilnehmer um die deutsche Meisterschaft (1909, 1910, 1911, 1959, 1960 und 1962) Bundesligist (1965/66) Teilnehmer am Messepokal (1962/63) | Tasmania gilt als die schlechteste Bundesliga-Mannschaft aller Zeiten. 1973 ging der Verein in Konkurs. Als inoffizieller Nachfolger gilt Tasmania Berlin. |
| Tennis Borussia      | Westend                      | 1902          | Berliner Meister (1932, 1947, 1950, 1951, 1952, 1958) Gaumeister Berlin-Brandenburg (1941) Endrundenteilnehmer um die deutsche Meisterschaft (1928, 1929, 1930, 1931, 1932, 1941, 1950, 1951, 1952, 1958) Bundesligist (1974/75 und 1976/77) Deutscher Amateurmeister (1998) Rekordgewinner des Berliner Landespokal (16 x)                                    | Erfolgreichster Berliner Verein der 1950er Jahre |
| Union 92             | Tempelhofer Feld, Mariendorf | 1892          | je einmal Berliner Meister und Deutscher Meister (1904) | Der Verein fusionierte 1927 mit Vorwärts 90 zu Blau-Weiß 90. |
| 1. FC Union Berlin   | Oberschöneweide              | 1906          | Berliner Meister (1920, 1923 und 1948) Gaumeister Berlin-Brandenburg (1940) Deutscher Vizemeister (1923) FDGB-Pokalsieger (1968) DFB-Pokalfinale (2001) Bundesligist 2019–2024 UEFA-Europa-League-Achtelfinale 2023 | Die Fußballabteilung des Vorgängervereins Union Oberschöneweide wurde 1972 aufgelöst, heutiger Name seit 1966. |
| BFC Viktoria 1889    | Tempelhof                    | 1889          | 15 Mal Berliner Meister zweimal deutscher Meister (1908 und 1911) | Viktoria 89 war die erfolgreichste Berliner Fußballmannschaft vor dem 1. Weltkrieg. Mit jeweils fünf Titeln ist der Verein sowohl Rekordmeister der zwischen 1892 und 1902 ausgetragenen Meisterschaft des DFuCB als auch der zwischen 1898 und 1911 ausgetragenen Meisterschaft des VBB. 2013 fusionierte die Viktoria mit dem LFC Berlin zum FC Viktoria 1889 Berlin. |
| ASK Vorwärts         | Prenzlauer Berg              | 1952          | sechsmaliger DDR-Meister (1958, 1960, 1962, 1965, 1966 und 1969) | Der Armeesportklub Vorwärts wurde in Leipzig gegründet und zu Beginn der Saison 1952/53 nach Ost-Berlin delegiert. Nach der Saison 1970/71 wurde der Verein nach Frankfurt (Oder) verpflanzt. |
| Vorwärts 90          | Tempelhof                    | 1890          | Berliner Meister (1898, 1899, 1900, 1901 und 1921) Märkischer Meister (1902 und 1903) Deutscher Vizemeister (1921) | Der Verein fusionierte 1927 mit Union 92 zu Blau-Weiß 90. |
| SV Lichtenberg 47    | Lichtenberg                  | 1947          | Ost-Berliner Meister (1955, 1964, 1970, 1971, 1981, 1983, 1990 und 1991) FDGB-Bezirkspokalsieger (Ost-Berlin): 1960 (zweite Mannschaft), 1965, 1966 und 1971 Berliner Meister: 2001 Aufstieg in die Fußball-Regionalliga Nordost 2019/20 | |

## Stadien

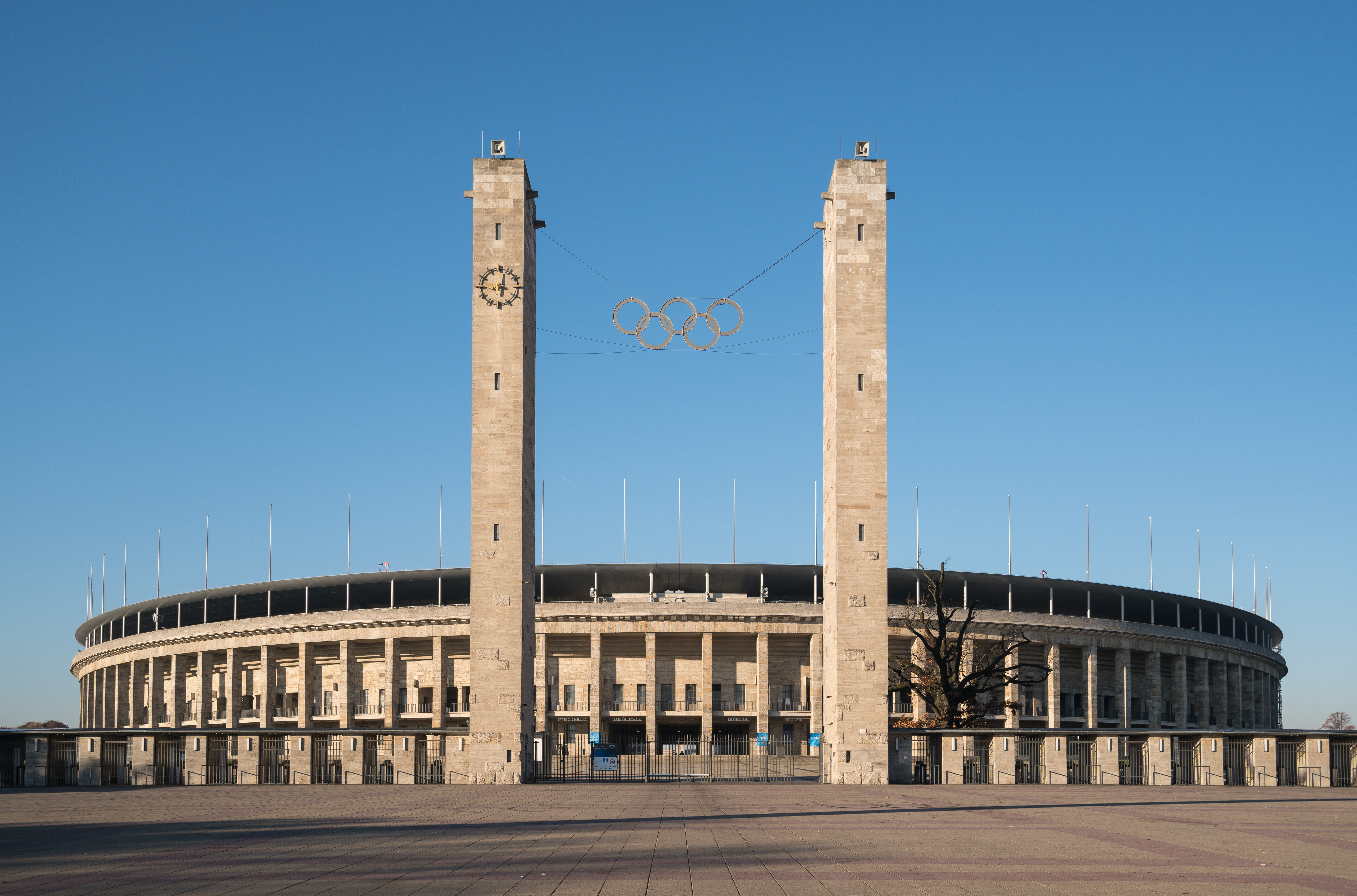
Das Berliner Olympiastadion.

Die größte Sportstätte der Stadt ist das Berliner Olympiastadion, das für die in der ersten Hälfte des August 1936 ausgetragenen Olympischen Sommerspiele errichtet wurde. Es war erstmals 1937 Austragungsort des deutschen Pokalendspiels für den Tschammerpokal 1936 (das der VfB Leipzig gegen den FC Schalke 04 mit 2:1 gewann) sowie fünfmal in Folge regelmäßiger Endspielort für die Wettbewerbe der Jahre 1938 bis 1942. Seit 1985 (als Bayer 05 Uerdingen mit 2:1 gegen FC Bayern München gewann) ist es wieder regelmäßiger Austragungsort der DFB-Pokalfinals.
Bei beiden in Deutschland ausgetragenen Fußball-Weltmeisterschaften war Berlin einer der Austragungsorte, mit Rücksicht auf die politischen Befindlichkeiten der Ostblock-Verbände jedoch nicht bei der Fußball-Europameisterschaft 1988.
1974 war Berlin Austragungsort aller drei Begegnungen von Chile in der Vorrundengruppe 1, in der außerdem die Nationalmannschaften des Gastgebers, der DDR und von Australien spielten. Dem Eröffnungsspiel der Gruppe 1 zwischen der BR Deutschland und Chile (1:0) wohnten 81.100 Besucher bei, womit diese Begegnung die meisten Zuschauer der gesamten WM hatte.

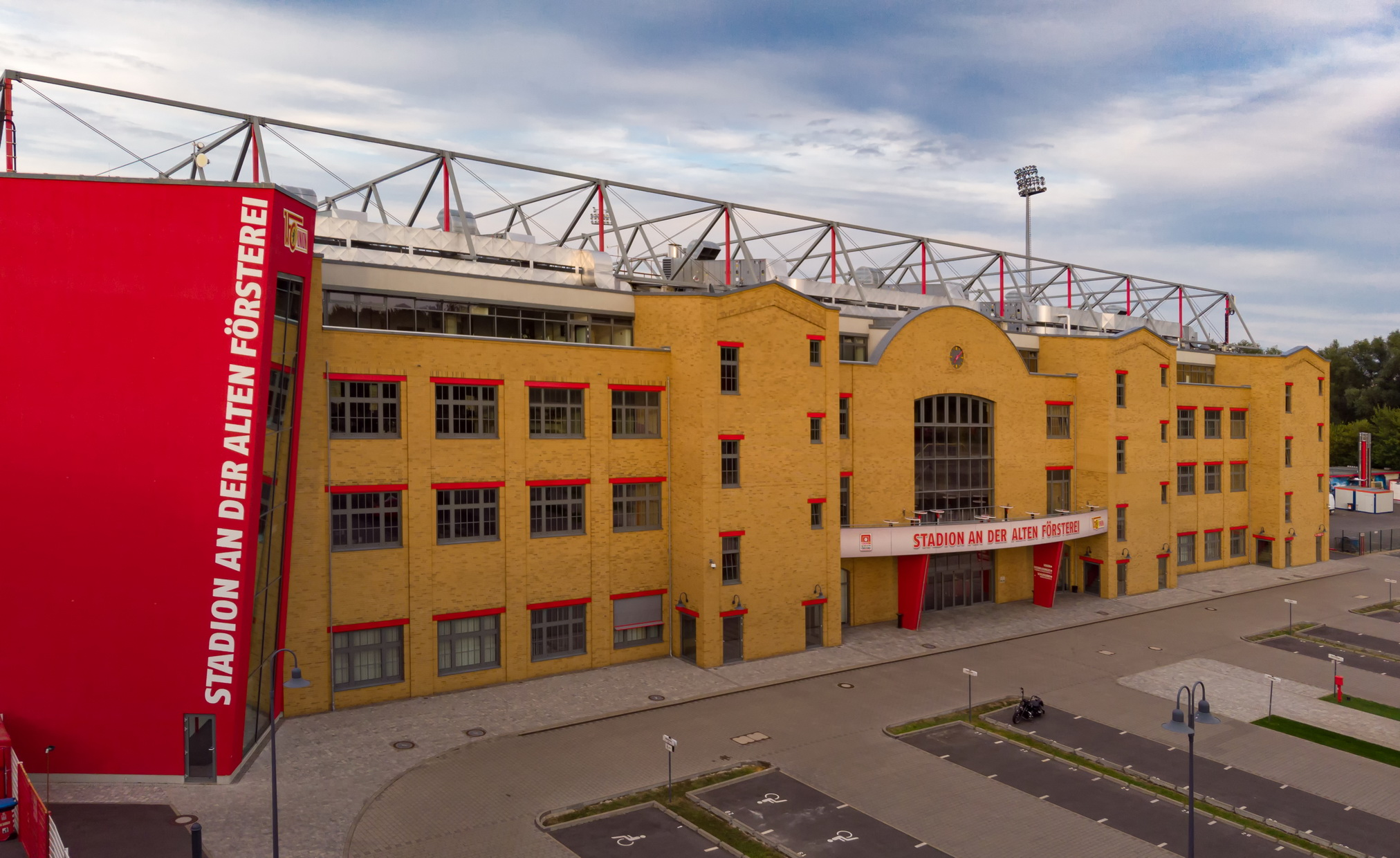
Stadion An der Alten Försterei

Bei der WM 2006 war Berlin Austragungsort von je einer Begegnung der Vorrundengruppen A, B, F und H, wozu unter anderem das Spiel des Titelverteidigers Brasilien gegen Kroatien (1:0) und des Gastgebers Deutschland gegen Ecuador (3:0) zählte. Außerdem wurden hier die Viertelfinalbegegnung zwischen Deutschland und Argentinien sowie das Endspiel zwischen Italien und Frankreich ausgetragen. Beide Spiele endeten 1:1 nach der regulären Spielzeit und ebenso nach der Verlängerung, so dass beide durch ein anschließendes Elfmeterschießen entschieden werden mussten.
Das „Prestigestadion“ im Osten Berlins war das Stadion der Weltjugend, das 1950 als „Walter-Ulbricht-Stadion“ eröffnet und 1992 abgerissen wurde. Es diente von 1975 bis 1989 als regelmäßiger Austragungsort der Finalbegegnungen um den FDGB-Pokal.
Bis 1961 bestritt die Fußballmannschaft des SC Dynamo Berlin (aus der 1966 der BFC Dynamo hervorging) im Walter-Ulbricht-Stadion ihre Heimspiele. Der bis 1971 in Berlin ansässige FC Vorwärts Berlin wich für einige Europapokalspiele ebenfalls in diese Sportstätte aus. Ab 1976 wurden auch alle Oberliga-Derbys zwischen dem BFC Dynamo und seinem Ortsrivalen 1. FC Union Berlin im Weltjugend-Stadion ausgetragen. Der 1. FC Union musste zudem 1981 für einige Heimspiele nach Berlin-Mitte ausweichen, da am heimischen Stadion An der Alten Försterei Umbauarbeiten stattfanden.

### Lage der größten Stadien
| Tempelhofer Feld |

| Sportpark Friedenau |

| Lichtenberger Stadion |

| Sportplatz Kynaststraße |

| Deutsches Stadion |

| Hans-Zoschke-Stadion |

| Stadion An der Alten Försterei |

| Jahn-Sportpark |

| Mommsenstadion |

| Preussenstadion (1924) |

| Willy-Kressmann-Stadion |

| Preussenstadion (1938) |

| Werner-Seelenbinder-Kampfbahn |

| Stadion Wilmersdorf |

| Viktoria-Platz |

| Blau-Weiß-Platz |

| Olympiastadion |

| Stadion am Gesundbrunnen |

| Poststadion |

| Stadion d. Weltjugend |

| Volksparkstadion Mariendorf |

| Stadion im Sportforum |

| Helmut-Schleusener-Stadion |

### Zuschauerkapazität der bestehenden Stadien
(Stand 2025)
| Stadion                        | Zuschauerkapazität |
| ------------------------------ | ------------------ |
| Olympiastadion (Berlin)        | 74,475             |
| Stadion An der Alten Försterei | 22,012             |
| Mommsenstadion                 | 15,005             |
| Stadion im Sportforum          | 12,000             |
| Poststadion                    | 10,000             |
| Hans-Zoschke-Stadion           | 10,000             |
| Sportanlage Kienhorstpark      | 7,000              |
| Willy-Kressmann-Stadion        | 5,000              |
| Stadion Wannsee                | 5,000              |
| Chausseestraße                 | 5,000              |

## Wettbewerbe

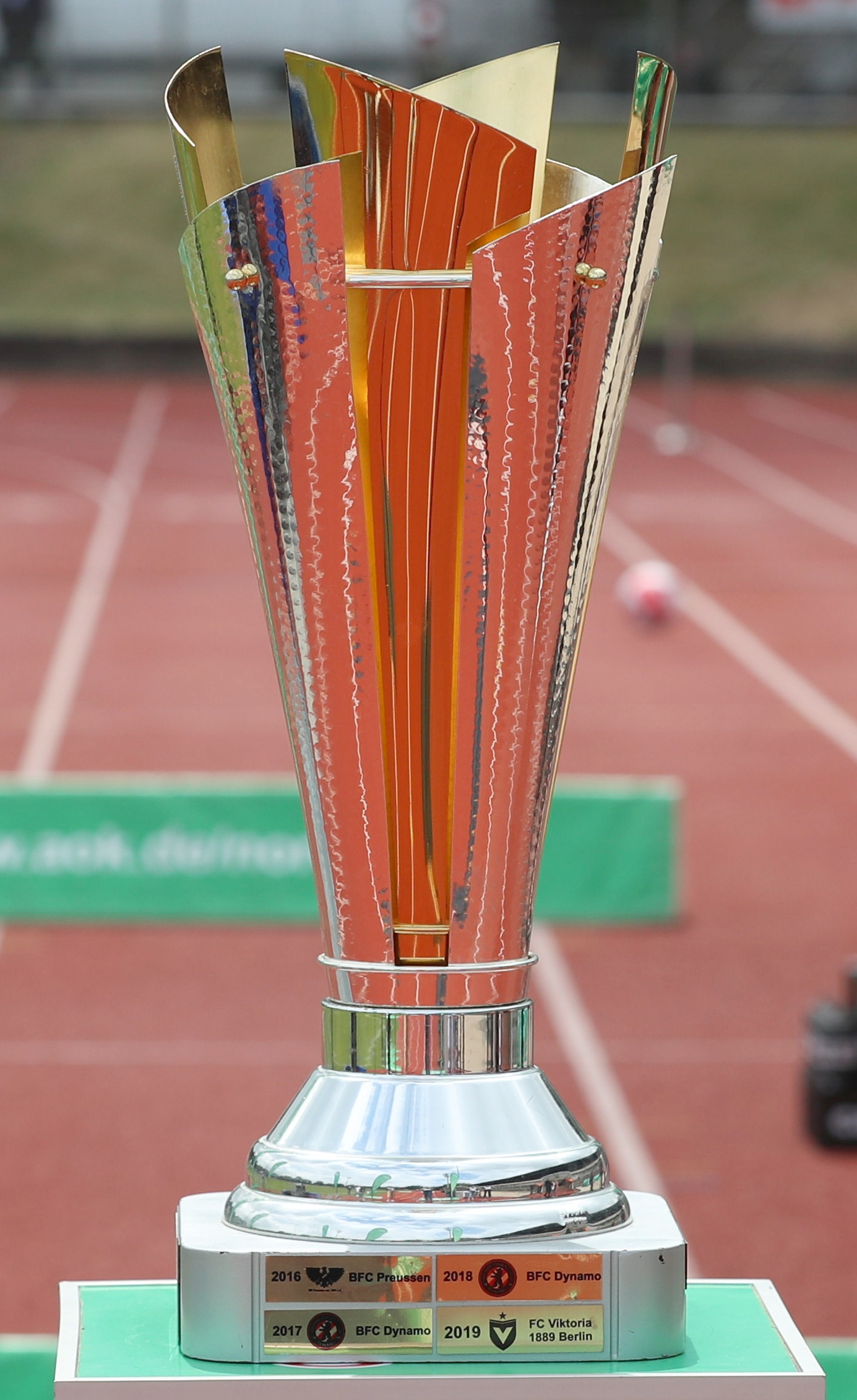
BFV-Landespokal

### Berliner Landespokal
Der Berliner Landespokal (Fußball) ist ein jährlich vom Berliner Fußball-Verband ausgetragener Verbandspokal. Der Pokalsieger erhält die Berechtigung, an der ersten Runde des DFB-Pokals teilzunehmen.

### DFB-Pokal
Das Finale des DFB-Pokals findet seit 1985 alljährlich im Berliner Olympiastadion statt. Veranstalter des Finales ist der Deutsche Fußball-Bund (DFB). Der DFB-Pokal ist nach der deutschen Meisterschaft der zweitwichtigste Titel im nationalen Vereinsfußball.
Aufgrund der langjährigen Tradition des Endpielsorts in Berlin hat sich deutschlandweit ein für den Pokalwettbewerb typischer Schlachtruf entwickelt. Fangruppen der jeweils siegreichen Mannschaften in den K. o.-Runden skandieren nicht selten den Ruf „Berlin, Berlin, wir fahren Berlin!“

### UEFA Champions League
Am 6. Juni 2015 war Berlin zum bisher einzigen Mal Austragungsort des Endspiels um die UEFA Champions League 2014/15, die der FC Barcelona mit 3:1 gegen Juventus Turin gewann.

## Erfolgreichste Spieler
Zu den erfolgreichen in Berlin geborenen Fußballern gehören Jérôme Boateng, Kevin-Prince Boateng, Guido Buchwald, Thomas Häßler, Robert Huth, Niko Kovač, Pierre Littbarski, Antonio Rüdiger und Christian Ziege.

## Besonderheiten
2023, am Finaltag der Amateure, gewann der TuS Makkabi Berlin erstmals den Berliner Landespokal. Im Finale besiegte die Mannschaft den Berlin-Ligisten Sparta Lichtenberg mit 3:1 n. V. und nimmt damit am DFB-Pokal 2023/24 teil. Es ist der erste teilnehmende deutsch-jüdische Verein in der Geschichte des DFB-Pokals.